# Attentati con speronamenti di Gerusalemme del 2014
Nel 2014 avvennero diversi attentati effettuati con veicoli, speronando cose o persone, a Gerusalemme.
L'attentato del trattore di Gerusalemme del 2014 fu un attacco terroristico avvenuto il 4 agosto 2014, quando un uomo di Gerusalemme Est guidò un escavatore fuori da un cantiere, ferendo diversi pedoni e uccidendo un uomo prima di farlo andare a sbattere contro un bus pubblico, ribaltandolo e poi colpendolo ripetutamente. Il terrorista fu ucciso sul posto da un agente di polizia mentre era ancora seduto al volante del trattore e continuava ad attaccare l'autobus facendo oscillare il braccio dell'escavatore contro di esso. Il Jerusalem Post lo descrisse come parte di una serie di attacchi terroristici veicolari negli ultimi anni.
Il 22 ottobre 2014, un palestinese urtò la sua auto contro una folla di persone in attesa alla stazione della tranvia di Ammunition Hill nel quartiere di Sheikh Jarrah a Gerusalemme Est. L'attentatore uccise una bambina di 3 mesi e un ecuadoriano di 22 anni e ferì altre 7 persone. La polizia sparò al conducente del veicolo mentre fuggiva dalla scena e in seguito morì per le ferite riportate.
Il 5 novembre 2014, in un attacco terroristico, un agente di Hamas guidò deliberatamente un furgone ad alta velocità tra una folla di persone in attesa alla stazione della tranvia Shimon HaTzadik nel quartiere Arzei HaBira di Gerusalemme. 3 persone furono uccise e altre 13 sono rimaste ferite.